# Мовчан Ірина Павлівна
Іри́на Павлівна Мовча́н (*26 червня 1990, Дніпропетрівськ, УРСР) — українська фігуристка, що виступає у жіночому одиночному фігурному катанні.
Чемпіонка (сезони 2008/2009 і 2010/2011) і призерка (сезони 2005/2006, 2006/2007, 2009/2010) Чемпіонатів України з фігурного катання, учасниця першостей Європи (найкращий результат — попадання у чільну 20-ку в 2009 році) і світу, інших міжнародних турнірів з фігурного катання.
Навесні 2008 року разом з іншими відомими українськими фігуристами (Антоном Ковалевським, Тетяною Волосожар і Станіславом Морозовим) узяла участь у льодовому шоу російського фігуриста-професіонала Євгена Плющенка «Золотий лід Страдиварі».
Із травня 2010 року живе і тренується в місті Кромвеллі (шт. Конектикут, США), що в першу чергу, пов'язано з неможливістю реалізуватися фігуристу в умовах сучасної України.
Перший тренер — Олена Кравець. Теперішній тренер (початок 2011 року) — Дмитро Паламарчук.
Навчається в Національному педагогічному університеті ім. Драгоманова (м. Київ) (інститут фізичного виховання й спорту, факультет менеджменту).

## Спортивні досягнення
| Змагання                               | 2004—2005 | 2005—2006 | 2006—2007 | 2007—2008 | 2008—2009 | 2009—2010 | 2010—2011 |
| -------------------------------------- | --------- | --------- | --------- | --------- | --------- | --------- | --------- |
| Чемпіонати світу з фігурного катання   |           |           | 28        | 35        | 34        | 40        |           |
| Чемпіонати Європи з фігурного катання  |           |           | 24        |           | 19        |           | 26        |
| Чемпіонати України з фігурного катання | 5 J.      | 3         | 2         | 4         | 1         | 2         | 1         |
| Турніри «Finlandia Trophy»             |           |           |           | 13        | 12        |           |           |
| Турніри «Золотий ковзан Загреба»       |           |           |           |           |           |           | WD        |
| Меморіали Ондрея Непела                |           |           |           |           |           | 10        |           |
| Турніри «Crystal Skate of Romania»     |           |           |           | 5         | 2         | 11        |           |
| Етапи юніорського Гран-Прі, Франція    |           |           |           |           | 20        |           |           |
| Етапи юніорського Гран-Прі, Чехія      |           |           | 8         |           |           |           |           |
| Етапи юніорського Гран-Прі, Румунія    | 23        |           | 12        |           |           |           |           |
| Етапи юніорського Гран-Прі, Україна    | 24        |           |           |           |           |           |           |
| Турніри «Warsaw Cup»                   |           |           | 3 J.      |           |           |           |           |

- J = юніорський рівень; WD = знялася зі змагань

## Виноски
1. ↑  У Києві пройшло льодове шоу Євгена Плющенка. Архів оригіналу за 27 лютого 2010. Процитовано 24 березня 2009. У Києві пройшло льодове шоу Євгена Плющенка (рос.)
2. ↑  Мохнач Віталій Ірина Мовчан: Фігурним катанням у США займаються цілодобово. Найсильніша українська фігуристка–одиночниця, змінивши минулого року тренера й тренувальну базу, розповіла «УМ» про причини такого вибору, спортивні завдання та своє заокеанське життя [Архівовано 4 березня 2016 у Wayback Machine.] // «Україна Молода» за 28 січня 2011 року